# لیندا اورمن
لیندا اورمن (انگلیسی: Linda Ørmen؛ زادهٔ ۲۲ مارس ۱۹۷۷) بازیکن فوتبال اهل نروژ است.